# 財政ポピュリズム
財政ポピュリズム（ざいせいポピュリズム）又は減税ポピュリズム、は、政策の持続可能性や経済合理性よりも、短期的な人気取りを優先する財政政策全般を指す。これは積極財政（歳出拡大・減税）にも緊縮財政（歳出削減・増税）にも当てはまる。対義語は財政保守主義。

## 実例

### 日本
- 第50回衆議院議員総選挙においては財源を示さず消費税を5%に引き下げ、103万円の壁の178万円への引き上げを求める国民民主党[2][3][4][5]、消費税廃止を訴えるれいわ新選組の2つの財政ポピュリズム政党が躍進した[5]。
- 2009年に成立した民主党政権は国民受けを狙った政策を数多く盛り込んだマニフェストを作成し、政権を獲得したが、多くの政策は財政の裏付けができず結果としてマニフェストの撤回が相次ぐこととなった[6]。
- 第18回参議院議員通常選挙においても減税ポピュリズムが渦巻き、自民党は大敗し橋本龍太郎首相を退陣に追い込んだ[7]。

### イギリス
- 2022年に発足した保守党のリズ・トラス政権は財源の裏付けがないまま、歳出拡大や減税などの政策を打ち出し、それにより金利の急騰、ポンドの急落を招きトラス・ショックと呼ばれた[8][9]。

### アメリカ
- 2025年、アメリカにおいてはトランプ減税を筆頭に、左右双方が財政ポピュリズム的主張を強めている[10]。